# Заостровское сельское поселение (Приморский район)
Заостровское сельское поселение или муниципальное образование «Заостровское» — муниципальное образование со статусом сельского поселения в составе Приморского муниципального района Архангельской области России.
Соответствует административно-территориальной единице в Приморском районе — Заостровскому сельсовету.
Административный центр — деревня Большое Анисимово.

## История
В XI—XII веках в Заостровье существовало постоянное финно-угорское поселение (единственное из известных в окрестностях нынешнего Архангельска) и могильник. Согласно грамоте новгородского князя Святослава Ольговича от 1137 года, по-соседству с финно-угорским Заостровьем в Тойнокурье находилось русское поселение — «у Вихтуя». В XIII веке в Заостровье появляются небольшие славянские заимствования (полые зооморфные подвески и медальон). Существенная славянизация происходила в Заостровье в XIV—XV веках.
1130-ми годами датируется архангельский клад из 1915 монет (более 90 % из них — германской чеканки) и около 20 ювелирных украшений, найденный на правом берегу небольшого ручья, впадающего в речку Виткурью (рукав реки Тойнокурьи, притока Северной Двины) в 1989 году во время сельскохозяйственных работ. Среди находок — витой браслет, височное кольцо волынского типа. Архангельский клад XII века на Виткурье и могильники XII— XIII веков южного берега Кольского полуострова в районе реки Варзуги являются самыми северных археологическими местонахождениями развитого средневековья, свидетельствующих об этнокультурных традициях этого региона и о начальных контактах его с древнерусским миром.
Муниципальное образование «Заостровское» было образовано в 2004 году.
Решением Арбитражного суда Архангельской области от 02 ноября 2005 года был признан несостоятельным (банкротом) СПК Племзавод — колхоз «Заостровский».

## Население
| 2007  | 2010  | 2011  | 2012  | 2013  | 2014  | 2015  | 2016  | 2017  |
| ----- | ----- | ----- | ----- | ----- | ----- | ----- | ----- | ----- |
| 2385  | ↘2306 | ↘2299 | ↘2250 | ↘2184 | ↘2148 | ↗2170 | ↗2184 | ↘2150 |
| 2018  | 2019  | 2020  | 2021  | 2023  |       |       |       |       |
| ↘2137 | ↘2136 | ↗2196 | ↗3097 | ↗3112 |       |       |       |       |

## Состав
Деревни:
- Большое Анисимово
- Большое Бурдуково
- Большое Тойнокурье
- Борисовская
- Боры
- Великое
- Верхнее Ладино
- Глинник
- Кипарово
- Кырласово
- Левковка
- Лянецкое
- Малая Тойнокурья
- Малая Хечемень
- Малое Анисимово
- Малое Бурдуково
- Нижнее Ладино
- Нижние Валдушки
- Опорно-Опытный Пункт
- Перхачёво
- Пуново
- Рикасово
- Средние Валдушки
- Усть-Заостровская

Посёлки:
- Луговой

## Деятельность
Приморской межрайонной прокуратурой в ходе проведения проверки установлено, что глава муниципального образования «Заостровское» Михаил Гордеев в нарушение Федерального закона «О порядке рассмотрения обращений граждан Российской Федерации» не дал ответ гражданам на коллективное письменное обращение по вопросу дорожной деятельности органа местного самоуправления.
Постановлением мирового судьи судебного участка № 1 Приморского района от 26.03.2015 года на основании возбужденного прокурором дела об административном правонарушении за нарушение порядка рассмотрения обращения граждан (ст. 5.59 КоАП РФ) на Гордеева наложен штраф в размере 5 тыс. руб.

## Транспорт
Населённые пункты сельского поселения связаны с областным центром асфальтированной дорогой. 
Общественный транспорт представлен автобусами маршрутов №105 и №106 с конечными остановками в деревнях Великое и Перхачёво соответственно.

## Достопримечательности

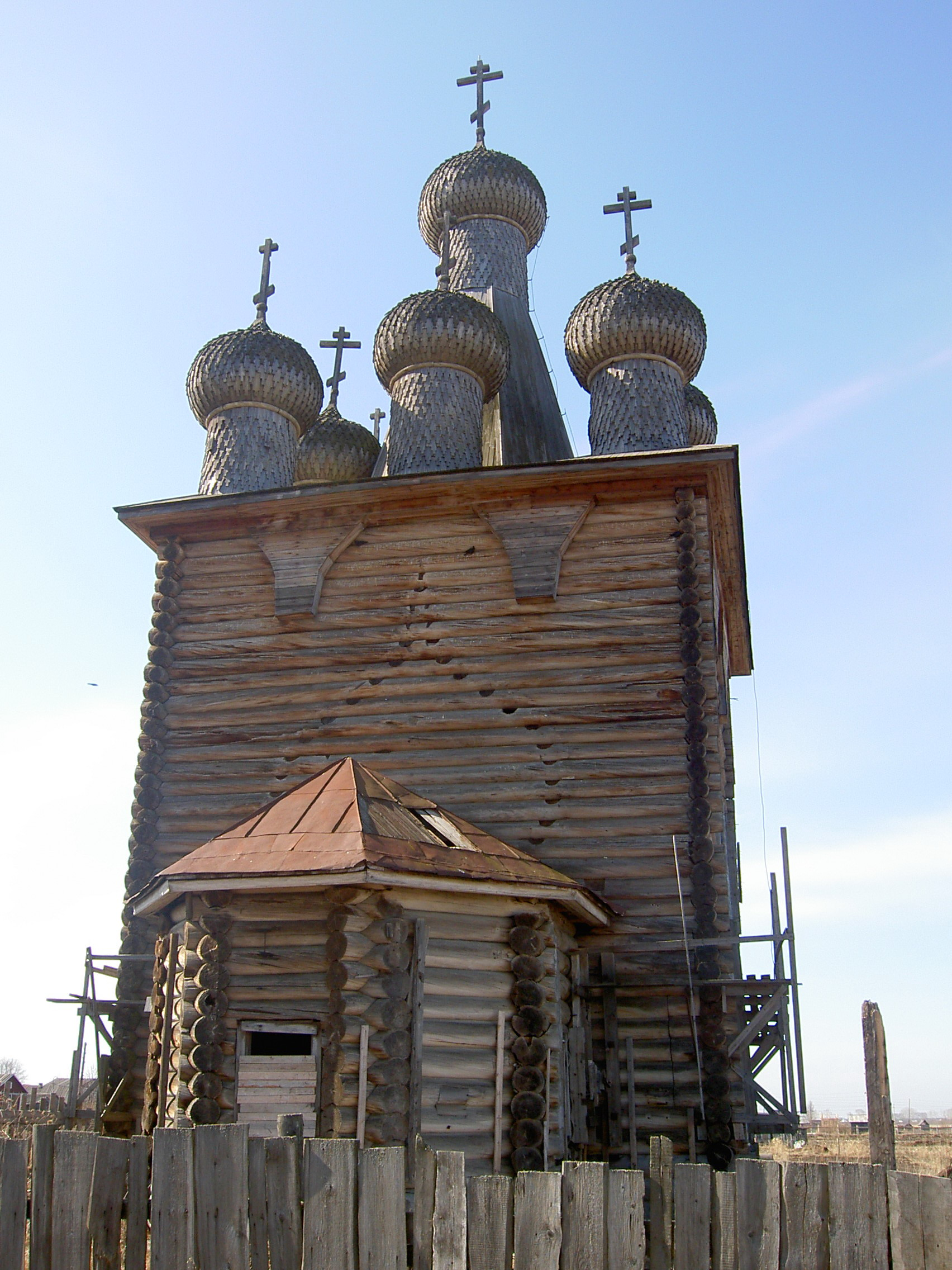
Храм во имя Покрова Божией Матери (1688)

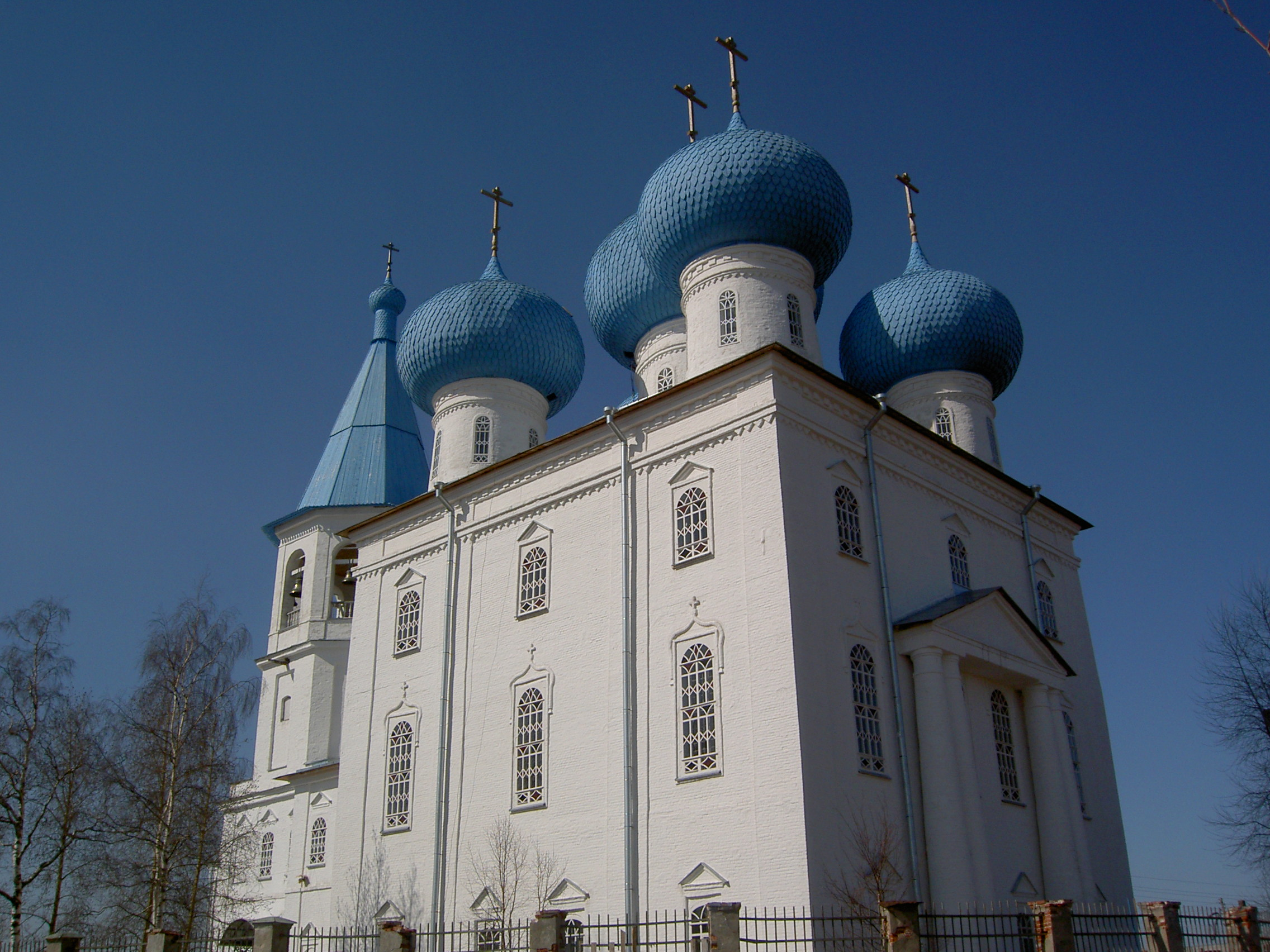
Храм Сретения Господня (1827)

На территории деревни Рикасово находятся:
- Храм во имя Покрова Божией Матери (1688), недействующий.
- Храм Сретения Господня (1827), настоятель — иерей Иоанн Привалов.[29]